# Honnódzsi-összeesküvés
A Honnódzsi-összeesküvés (Honnódzsi no hen 本能寺の変) 1582. (Tensó 10. éve) június 21-én zajlott a Kiotóban levő Honnódzsi templomban. Akecsi Micuhide megtámadta és megölte a templomban időző Oda Nobunaga daimjót, majd pedig megrohanta Nobunaga fiának és örökösének, Oda Nobutadának a szállását is.

## Előzmények
Oda Nobunaga június 19-én érkezett a fővárosba, mindössze húsz vagy harminc apród kíséretében. Sok dolog várt rá: útjára kellett indítania a Sikoku elfoglalására szánt hadsereget harmadik fia vezetésével, és megszervezni a Hasiba Hidejosinak küldendő segédcsapatokat, amelyek élére éppen Akecsi Micuhidét szánta. Június 23-án a terv szerint elhagyta volna Kiotót, s a nyugati frontra indul.
19-én délután 4 körül érkezett meg, de az aznapra tervezett, az udvar nemeseivel való találkozókat lemondta és egyből a Honnódzsibe ment, lepihenni. Másnap, június 20-án megkezdte a látogatók fogadását: a Honnódzsibe érkezett Kanrodzsi Cunemoto és Kinsúdzsi Harutojo, a volt dadzsó-daidzsin Konoe Maszahiki és a fia, Nobumoto, a volt kanpaku Kudzsó Kanetaka és a jelenlegi, Icsidzsó Ucsimoto, az udaidzsin Nidzsó Akidzane és mások. Szemtanúk szerint olyan volt, mintha a császári palota a templomba költözött volna, egymás sarkát taposták a magas rangú udvari hivatalnokok. Nem véletlenül: Nobunaga az előző év márciusa óta nem járt a fővárosban, így megoldatlan ügyek garmada halmozódott fel. Nobunaga teaszertartást rendezett vendégeinek és órákon át tárgyalt velük, beszámolt nekik a Takeda éppen befejeződött megsemmisítéséről, lelkesen beszélt a Móri elleni hadjárat kilátásairól is. Kellemetlen téma is terítékre került: Nobunaga és az udvar nem értett egyet a jövő évi naptár kiszámításának módjában, álláspontjaik nem közeledtek, mindkét fél makacsul ragaszkodott a saját elképzeléséhez.
Estefelé fia, Nobutada meglátogatta apját szállásáról, a mintegy egy kilométerre levő Mjókokudzsi templomból, majd a kiotói sosidai, Murai Szadakacu és több magas rangú Oda-vazallus is befutott, akiknek a fővárosban volt a rezidenciájuk – a délutáni viták után feltehetően baráti hangulatban telt az este, késő éjszaka volt már, amikor emberei hazamentek és Nobunaga is nyugovóra tért.

## A támadás a Honnódzsi ellen
Nem sokkal hajnal előtt Nobunaga és a szolgálatában álló apródok szokatlan hangokra ébredtek: a kiotói éjszaka csendjét puskalövések, harci kiáltások zavarták meg. A társaság sokáig azt hitte, a helyi lakosság körében tört ki valamilyen nézeteltérés. Nobunaga kedvelt embere, Mori Ranmaru és ura között a Sincsókóki beszámolója szerint zajlott beszélgetés során, amikor megtudta, hogy a támadó sereg Akecsi Micuhide címerét viseli, nem akarta elhinni azt.
A Sincsókóki beszámolója szerint a Nobunagával együtt a templomban levők három csoportra oszlottak: az apródok egy része a főépületben, urától nem messze aludt, egy másik csapatuk az első csarnokban őrködött, a testőrök pedig az istálló épületében voltak elhelyezve. A zűrzavar kitörésekor az őrt álló apródok is a főépületbe húzódtak vissza uruk védelmére, így az ellenséggel először az istállóban levő testőrök csaptak össze. A harc a két fél hatalmas létszámbeli különbsége miatt egyoldalú volt, bár Nobunaga testőrsége csupa válogatott harcosból állt. Egyikük, Jasiro Sószuke kantói származású lovaglásoktató volt s mindössze két éve állt Nobunaga szolgálatában. A krónika megjegyzi, hogy egyik társa menekülésre biztatta őt, mondván, ez nem az ő harca, ő kívülálló ebben, de Sószuke csak nevetett ezen és ott esett el a társaival együtt.
Nobunaga maga is íjat ragadva harcolt, majd amikor az íj húrja elszakadt, lándzsára cserélte - a küzdelem azonban kilátástalan volt, s nem sokkal később a templom belső helyiségébe visszahúzódva végzett magával. Az egyenlőtlen harc hamar véget ért, s reggel hét órára a templom már porig égett.

## A Nidzsó-palota ostroma
Bár Oda Nobutada szállása, a Mjókokudzsi templom közel volt a Honnódzsihez, Micuhide Nobunagára koncentrált, így a Mjókokudzsit eleinte nem érte támadás. Mikor a Honnódzsi-beli eseményekről értesült, Nobutada rögtön az apja segítségére akart sietni, de a társaságában levő Kjóto sosidai, Murai Szadakacu meggyőzte őt arról, hogy ott már nem tud segíteni, a Honnódzsiben levőknek már vége, s a támadók következő célpontja nyilván Nobutada lesz. Mivel a templom, ahol tartózkodtak, nem volt igazán jól védhető, Szadakacu a Nidzsó-palotába való átmenekülést javasolta. Nobutadának volt olyan embere is, aki arról próbálta meggyőzni, meneküljön, hagyja el Kiotót, amíg még lehet, de a krónika szerint Nobutada erről hallani sem akart, úgy vélte, jól megszervezett összeesküvésről van szó, úgyis lezárták a menekülés útvonalait, a fogságba esésnél pedig jobb a harc, még ha kilátástalan is. Érdekes megjegyzés van ezzel kapcsolatban a Tódaiki című krónikában: e szerint Micuhide hálát adott a sorsának, hogy Nobutada nem menekült el, mert a támadás teljes titokban tartása érdekében az utakat nem zárták le, a menekülési útvonalak nem voltak elvágva. „Vége a szerencsénknek, ha Nobutada visszajut Adzucsiba!”, idézi a krónika Micuhidét. Nobunaga öccsének, Oda Nagamaszunak (később Urakuszai néven lesz ismert) sikerült is kijutnia a városból.
A Nidzsó-palotát Nobunaga a trónörökös, Szanehito herceg számára építtette s a herceg családjával együtt ekkor is ott tartózkodott. Nobutadával a Mjókokudzsiben 500 katona állomásozott, a kiotói Oda-szamurájok egy másik 500 fős csapata is csatlakozott hozzájuk, így ezer harcossal vették be magukat a palotába. Odaérkezésük után nem sokkal az Akecsi-haderő is megérkezett és körbevette a területet, Nobutada ekkor Murai közvetítésével tárgyalást kezdeményezett Akecsi Micuhidével, arra kérte őt, engedje a herceget és udvarának tagjait távozni. Micuhide beleegyezett, Szanehito udvartartása pedig a csata előtti feszült hangulatban elmenekülhetett.
A herceg távozása után kitört a harc. Nobutada katonái egy része még páncélt sem tudott ölteni, mégis képesek voltak kitörni a palota kapuján és háromszor is visszaverni az Akecsi-katonákat. Végül a támadók az Ótemon nevű kapun keresztül betörtek a palota kertjébe, Nobutada és megmaradt katonái a főépületbe szorultak vissza. Nobutada maga is lándzsát ragadva küzdött, példája lelkesítette társait is, olyan keményen harcoltak, hogy Akecsi emberei ismét kezdtek visszaszorulni. Ekkor az Akecsi-sereg egy csapata betört Konoe Szakihisza szomszédos rezidenciájába s az ottani épületek tetejéről íjjal és puskával vették tűz alá a védőket. Ez már hatásosnak bizonyult, Nobutada katonái sorra elestek, maga pedig az épület belsejébe húzódva nem látott más lehetőséget, mint a szeppukut.
Reggel kilenc órára minden véget ért.

## Fordítás
- Ez a szócikk részben vagy egészben  a   Honnō-ji incident című angol Wikipédia-szócikk fordításán alapul.  Az eredeti cikk szerkesztőit annak laptörténete sorolja fel. Ez a jelzés csupán a megfogalmazás eredetét és a szerzői jogokat jelzi, nem szolgál a cikkben szereplő információk forrásmegjelöléseként.